# Junpei Fujita
Junpei Fujita (藤田 淳平, Fujita Junpei, nascido em 3 de maio de 1979) é um arranjador e compositor japonês, membro fundador do grupo musical Elements Garden. Seu trabalho inclui composições e arranjos de algumas das canções, singles e álbuns de Nana Mizuki, incluindo os álbuns Hybrid Universe, Ultimate Diamond e Impact Exciter e os singles "Wild Eyes", "Super Generation", "Junketsu Paradox", "Mugen" e o EP Starcamp. Ele também compôs uma música para o álbum Wonder, de Mamoru Miyano e o single "Refrain". Junto com outros membros do Elements Garden, ele também compôs para as trilhas sonoras do jogo Wild Arms XF, e G Senjō no Maō, além da franquia BanG Dream!. Também fez arranjos para a versão de PC do romance visual Akaneiro ni Somaru Saka. Ele se casou com a cantora Suara em 2009.
Em 2010, compôs e arranjou a faixa "Sen Kizuna" para o single "EVER LAST", de Hironobu Kageyama.

## Filmografia

### Anime
| Ano        | Título                                       | Função                                   | Obs.                 | Fonte |
| ---------- | -------------------------------------------- | ---------------------------------------- | -------------------- | ----- |
| 6/7/2007   | Mushi-Uta                                    | Música                                   |                      |       |
| 4/1/2008   | H2O: Footprints in the Sand                  | Música                                   |                      |       |
| 4/1/2009   | Série White Album                            | Música                                   |                      |       |
| 5/4/2010   | B Gata H Kei                                 | Música                                   |                      |       |
| 8/1/2012   | Bodacious Space Pirates                      | Música                                   |                      |       |
| 6/10/2012  | Ixion Saga DT                                | Música                                   |                      | [ 6 ] |
| 4/4/2013   | Série Uta no Prince-sama                     | Música                                   |                      |       |
| 22/2/2014  | Bodacious Space Pirates: Abyss of Hyperspace | Música                                   | Como Elements Garden |       |
| 15/10/2014 | Grisaia no Kajitsu                           | Música                                   |                      |       |
| 6/10/2014  | Inou-Battle wa Nichijou-kei no Naka de       | Compositor e arranjador das músicas-tema |                      | [ 7 ] |
| 7/10/2015  | Dance with Devils                            | Música                                   |                      | [ 8 ] |
|            | Série Symphogear                             | Música                                   |                      |       |
|            | Rokka no Yuusha                              | Música                                   |                      |       |

### Jogos de vídeo game
| Ano | Título             | Função     | Obs. | Fonte |
| --- | ------------------ | ---------- | ---- | ----- |
|     | Shining Resonance  | Música     |      |       |
|     | Shining Blade      | Música     |      |       |
|     | Danball Senki      | Música     |      |       |
|     | Suikoden Tierkreis | Música     |      |       |
|     | Wild Arms XF       | Compositor |      | [ 1 ] |